# Cangur arborícola

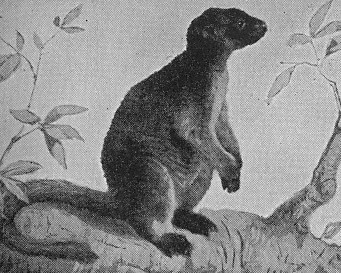
Cangur arborícola de Lumholtz

Els cangurs arborícoles (Dendrolagus) són macropòdids adaptats per la vida als arbres. Viuen a les selves pluvials de Nova Guinea, l'extrem nord-oriental de Queensland i illes properes, sovint en àrees muntanyoses. Tot i que la majoria viuen en zones muntanyoses, algunes també viuen a les planes, com ara el cangur arborícola de plana.

## Taxonomia
Hi ha tretze espècies assignades al gènere Dendrolagus:
- Cangur arborícola unicolor, Dendrolagus dorianus
- Cangur arborícola grisenc, Dendrolagus inustus
- Cangur arborícola de Lumholtz, Dendrolagus lumholtzi
- Cangur arborícola de Bennett, Dendrolagus bennettianus
- Cangur arborícola negre, Dendrolagus ursinus
- Cangur arborícola de Matschie, Dendrolagus matschiei
- D. mayri
- D. notatus
- Cangur arborícola de Seri, Dendrolagus stellarum
- Cangur arborícola de Goodfellow, Dendrolagus goodfellowi
- Dendrolagus pulcherrimus
- Cangur arborícola de plana, Dendrolagus spadix
- Cangur arborícola dingiso, Dendrolagus mbaiso
- Dendrolagus scottae